# Чорний Отрог (село)
Чорний Отро́г (рос. Чёрный Отрог) — село у складі Сарактаського району Оренбурзької області, Росія.

## Населення
Населення — 1671 особа (2010; 1649 у 2002).
Національний склад (станом на 2002 рік):
- росіяни — 74 %